# 무기 소지의 자유
무기 소지의 자유(영어: right to keep and bear arms, right to bear arms)는 개인이 무기를 소지할 수 있는 자유를 말한다. 1689년 영국의 권리장전에서 선언되었으며, 이후에 미국의 권리장전에서도 선언되었다.

## 허용 국가
- 브라질
- 캐나다
- 핀란드
- 멕시코
- 남아프리카 공화국
- 스위스
- 체코
- 미국
- 에콰도르

## 같이 보기
- 바수토 총 전쟁(영어판)
- 수정헌법 제2조
- 정당방위